# 紅旗・HQ9
HQ9は、中華人民共和国の自動車ブランド、紅旗の高級ミニバンである。

## 概要
2022年8月12日、ブランド初となる大型ミニバン「HQ9」を中国市場向けに発表。
外観は、縦基調かつメッキ加飾がふんだんに用いて、高級感を演出し迫力のあるデザインになっている。フロントは、細長いLEDヘッドライトを採用し、その下には大柄のLEDフォグライトも装備。また、電動スライドドアを装備し、サイドガラスの縁には、クロムメッキの装飾がされている。17 インチまたは 18 インチの5本スポークアルミホイールがタイプ別で設定されている。インテリアは、最上級グレードはオットマンや、折りたたみ式テーブル、アームレストを装備し、さらに前席シートバックには、個別の小型テレビを搭載。シートは、最大173度まで傾けることが可能となっている。運転席は、電動パワーシートや、電動パーキングブレーキ、クルーズコントロールシステム、ディナウディオのサウンドシステムが装備されている。また、後部座席では個別に空調制御ができ、天井には、サンルーフを装備している。3列目シートは電動で前後に可動し、トランクスペースを拡大できる。パワートレインは、最大252馬力を発生する2.0リッターターボガソリンエンジン＋マイルドハイブリッド48Vトランスミッション、8速オートマチックトランスミッションを搭載している。